# Фріда Стенхофф
Фріда Стенхофф, уроджена Вадстрем (швед. Frida Stéenhoff; 11 грудня 1865, Стокгольм — 22 червня 1945, там же) — шведська письменниця і драматург, борець за права жінок.

## Біографія та творчість
Фріда Вадстрем народилася 1865 року у Стокгольмі. Її батько, Бернхард Вадстрем, був одним із засновників Шведської Євангелічної Місії (Evangeliska Fosterlands-Stiftelsen) та капеланом принцеси Євгенії. Сестрою Фріди була майбутня політична та громадська діячка Еллен Гаген. Після того як в 1879 померла мати Фріди, Євгенія підтримувала сім'ю і сприяла розвитку художніх здібностей дівчинки.
Фріда відвідувала школу для дівчаток, а потім Åhlinska skolan у Стокгольмі. У 1883 році вона поїхала до Швейцарії вчитися французької мови та живопису. Отримане освіту та знайомство з передовою думкою сучасності змусили її опиратися тим релігійним підвалинам, які намагався прищепити їй батько. Згодом критичне ставлення до релігії стане центральною темою її творів.
Повернувшись у 1884 році до Стокгольма, Фріда склала частина випускних іспитів, однак повний академічний курс так і не завершила. В 1886 вона зустріла Готтхільфа Стенхоффа, хірурга, і в 1887 вийшла за нього заміж. Подружжя оселилося в Сундсваллі; 1888 року народилася їхня перша дитина. Фріда займалася живописом, проте почала писати статті для журналу Idun. У 1886 році вийшла, під псевдонімом Harold Gote, її перша п'єса Lejonets unge, що оповідає про емансиповану жінку-скульптора і кидає виклик релігії і суспільної моралі. В 1887 п'єса була поставлена на сцені театру в Сундсваллі і викликала різке неприйняття з боку публіки. Згодом, кожна її постановка провокувала широку полеміку. Що стосується наступних п'єс Фріди Стенхофф, то критики незмінно відзначали її драматургічний талант і майстерність стиліста, проте теми, на які вона писала, і ідеї, що пропагуються нею — вільні відносини між статями, рівноправність жінок і необхідність захисту прав дітей — продовжували залишатися провокаційними.
На рубежі століть Фріда Стенхофф брала активну участь у полеміці на найгостріші теми — проституція, контроль народжуваності, виборче право для жінок, шлюб, війна — і в певних колах стала одіозною фігурою. Постановки її п'єс і виступи часто зривалися протестними групами. У 1903 році вона виступила з публічною промовою на тему моралі фемінізму і пізніше опублікувала роботу на ту ж тему, Feminismens moral, в якій різко критикувала інститут шлюбу в його сучасній формі. У політичному відношенні Фріда Стенхофф не примикала до жодного напряму, проте їй були близькі ідеї соціалізму та лібералізму. Довгий час вона підтримувала дружні стосунки з письменницею Еллен Кей, яка багато в чому поділяла її погляди на релігію та шлюб.
В 1908 сім'я Стенхоффів переселилася з Сундсвалля в Оскарсхамн, де Готтхільф Стенхофф отримав місце районного доктора. Декілька років, проведених в Оскарсхамні, стали надзвичайно продуктивними для Фріди. Вона написала кілька п'єс та ряд статей для різних газет та журналів. Крім того, вона зблизилася з місцевою асоціацією суфражисток і деякий час була членом центрального комітету цієї організації, яку очолювала її сестра Еллен. Пізніше вона заснувала шведське відділення міжнародної організації, яка виступала за права одиноких матерів і незаконнонароджених дітей. Крім феміністської діяльності, Фріда Стенхофф була активним борцем за мир. Її п'єса «Stridbar ungdom» (1907) вважається першою п'єсою пацифістського характеру у Швеції. З 1913 року, коли Стенхоффи повернулися до Стокгольма, Фріда підтримувала зв'язки з такими жінками-однодумками, як Анна Лена Ельгстрем, Найма Сальбом, Елін Вагнер.
Фріда Стенхофф продовжувала активну письменницьку, публіцистську та громадську діяльність аж до останніх років життя. У 1940-х роках вона разом із чоловіком брала участь у антинацистській кампанії. Остання її книга вийшла 1944 року і була присвячена англійській феміністці та аболіціоністці Жозефін Батлер.
Фріда Стенхофф померла 1945 року в Стокгольмі. Її донька, Фанні Хельга Луїза Стенхофф, здійснила ідеали, які відстоювала мати: вона зуміла поєднати сімейне життя та активну професійну діяльність, ставши однією з небагатьох жінок-стоматологів свого часу. Син Фріди, Рольф, закінчив хімічний факультет Королівського технологічного інституту та надалі працював у пивоварній промисловості, обіймаючи керівні посади.